# Piotr Modrak
Piotr Modrak (ur. 13 października 1886 w Kompinie, zm. 21 maja 1948 w Warszawie) – polski elektryk, inżynier i pedagog.

## Życiorys
Ukończył Seminarium Nauczycielskie w Siennicy (1904), a następnie rozpoczął pracę jako nauczyciel. Za udział w walce o polską szkołę i działalność społeczno-polityczną został zesłany na Syberię (1909), skąd zbiegł przez Japonię do Australii.
W pierwszych latach pobytu w Australii podejmował się wielu zajęć, m.in. pracował przy wyrębie buszu oraz na plantacji trzciny cukrowej, równocześnie kontynuując edukację. Ukończył studia na Uniwersytecie w Brisbane na wydziałach: przyrodniczym (1913) oraz inżynieryjnym (1917). Pracował jako nauczyciel w Szkole Technicznej w Ipswich, następnie został asystentem przy katedrze mechaniki i elektrotechniki Uniwersytetu w Brisbane (1918–1919). Udzielał się również społecznie w Komitecie Pomocy Ofiarom Wojny w Polsce.
Powrócił do Polski na początku 1921 r. Początkowo pracował przy transatlantyckiej nadawczej stacji radiotelegraficznej w Babicach pod Warszawą. W latach 1930–1932 był dyrektorem Państwowych Zakładów Tele- i Radiotechnicznych, a następnie Urzędu Telekomunikacyjnego w Warszawie. W okresie okupacji hitlerowskiej pracował w biurze technicznym Banku Gospodarstwa Krajowego, a także w Państwowej Szkole Elektrycznej II stopnia.
Po zakończeniu drugiej wojny światowej został dyrektorem Okręgu Poczt i Telegrafów w Warszawie i odniósł znaczące sukcesy w zakresie odbudowy zniszczonej wskutek wojny sieci telekomunikacji. Propagował elektryfikację, radiofonizację i telefonizację wsi. Opracował wiele artykułów fachowych z zakresu elektrotechniki. Jest również autorem popularnonaukowej książki dla młodzieży o życiu w Australii pt. W krainie kangura (1936 i 1947).